# Honda S-Wing
L’Honda S-Wing, chiamato anche con il codice di telaio Honda FES125 o Honda FES150 a seconda della motorizzazione, è uno scooter prodotto dalla casa motociclistica giapponese Honda negli stabilimenti italiani di Atessa della Honda Italia Industriale S.p.A dal 2007 al 2015.

## Storia
Presentato nel marzo del 2007 l’S-Wing è uno scooter medio-compatto nato come erede del precedente Honda Pantheon. Prodotto nello stabilimento Honda di Atessa è destinato esclusivamente al mercato europeo, e si posiziona al di sopra del ruote alte Honda SH ma più in basso rispetto ai maxi scooter della serie Silver Wing. Esteticamente è stato disegnato richiamando il family feeling dei modelli della famiglia Silver Wing dai quali è ispirata anche la denominazione.
Dal Pantheon ne eredita la ciclistica composta dal telaio tubolare con trave centrale in acciaio, forcella con steli da 33 mm, al posteriore è presente una coppia di ammortizzatori telescopici. La ruota anteriore è da 13 pollici con pneumatico 110/90 mentre posteriore è da 12 pollici con pneumatico 130/70. Anche il codice identificativo di telaio (FES) è lo stesso dei modelli Pantheon.
La gamma motori è composta da monocilindrici quattro tempi raffreddati ad acqua, a iniezione elettronica PGM-FI disponibili nelle due varianti 125 e 150: il piccolo 125 eroga 13,2 CV e una coppia massima di 11,1 Nm, il più grande 150 eroga 14,6 CV e 13,2 Nm di coppia massima. Entrambi abbinato a un cambio automatico a variazione continua con frizione centrifuga. I motori possiedono il sistema catalizzante HECS3 con sonda lambda in grado di far rispettare l’omologazione Euro 3. Il 150 possiede a pagamento anche l’ABS abbinato alla Frenata Combinata (CBS).
L’S-Wing sul mercato italiano non riscontrò un grande successo e nel 2011 terminarono le vendite mentre la produzione continuerà fino al 2015 per le esportazioni europee (destinate soprattutto al mercato spagnolo, francese e tedesco). 
Sarà sostituito dal modello Forza 125.